# Landschellenberg
Landschellenberg ist eine Gemarkung in der Marktgemeinde Marktschellenberg im oberbayerischen Landkreis Berchtesgadener Land. Bis 1969 bildete sie die Gemeinde Landschellenberg.

## Geographie
Die Gemarkung Landschellenberg (099959) liegt im Gemeindegebiet vom Marktschellenberg und hat eine Fläche von etwa 593 Hektar.

## Ehemalige Gemeinde Landschellenberg
Die Gemeinde Landschellenberg (bis 1911: Schellenberg Land) umfasste die frühere „Urgnotschaft“ und ehemals ebenfalls eigenständige Gemeinde Ettenberg mit den Gnotschaften Vorderettenberg und Hinterettenberg sowie die Gnotschaften bzw. Ortsteile Götschen, Schaden, Schneefelden und Unterstein von Schellenberg, das bis 1803 zweiter Hauptort der Fürstpropstei Berchtesgaden war und nach 1803 in Schellenberg Markt und 1911 in Marktschellenberg umbenannt wurde.
1803 wurde die Fürstpropstei Berchtesgaden aufgelöst und das Berchtesgadener Land verlor damit seine politische Eigenständigkeit. Nach drei kurz hintereinander folgenden Herrschaftswechseln wurden 1810 dessen Gebiet und seine Ortschaften dem Königreich Bayern angegliedert und aus Schellenberg, dem zweiten Hauptort des Berchtesgadener Landes, sowie den „Urgnotschaften“ Ettenberg und Scheffau gingen die selbständigen politischen Gemeinden Schellenberg Markt, Ettenberg und Scheffau hervor.
Zuvor ab 1817 nur für ein Jahr den Gemeinden Scheffau und Ettenberg als Gnotschaften angegliedert, wurden 1818 die Gnotschaften Götschen und Unterstein sowie Schaden und Schneefelden in die neu entstandene Gemeinde Schellenberg Land eingemeindet.
1911 erfolgten die Umbenennungen von Schellenberg Land in Landschellenberg sowie von Schellenberg Markt in Marktschellenberg, und am 1. März 1911 wurde die Gemeinde Ettenberg mit ihren Gnotschaften Vorder- und Hinterettenberg in Landschellenberg eingemeindet. Die Gemeinde führte ein Wappen, in den der Schellenberger Turm einbezogen war.
Noch vor der Gebietsreform in Bayern wurden nach einer geheimen Abstimmung aller betroffenen Bürger am 15. Juni 1969 sowie eines Beschlusses des Bayerischen Staatsministerium des Innern vom 22. September 1969 die Gemeinden Landschellenberg, Scheffau und Marktschellenberg am 1. Oktober 1969 unter dem Gemeindenamen Marktschellenberg zusammengeschlossen. Gemäß einer Quelle des Bayerischen Landesamt für Statistik und Datenverarbeitung wurde dazu die damalige Gemeinde Landschellenberg zusammen mit der Gemeinde Scheffau in die Gemeinde Marktschellenberg eingegliedert. Gründe für diesen freiwilligen Zusammenschluss waren u. a. die Möglichkeit eines Zuschusses für einen Umbau des Gemeindeamtes sowie eine enorme Vereinfachung der Verwaltungsstrukturen. Ludwig Bogner, der letzte Bürgermeister von Landschellenberg, wurde bis zur Neuwahl des Bürgermeisters für die Zeit vom 1. Oktober bis 8. Dezember 1969 als Staatsbeauftragter mit der Führung der Amtsgeschäfte betraut.

### Wappen
| Wappen von Landschellenberg | Blasonierung: „In Blau auf goldenem (gelbem) Hügel ein silberner (weißer) Turm mit goldenem (gelbem) Spitzdach, dahinter gekreuzt ein goldener (gelber) und ein silberner (weißer) Schlüssel.“ |
| Wappen von Landschellenberg | Wappenbegründung: Die gekreuzten Schlüssel, Attribut des heiligen Petrus, des Patrons des Stifts Berchtesgaden, verweisen auf die Landesherrschaft der Fürstpropstei Berchtesgaden bis zum Übergang an das Königreich Bayern 1810. Der Turm symbolisiert den Schellenberger Turm. Die Farben Silber und Blau symbolisieren die bayerischen Landesfarben. |